# Lake MacDonald
Lake MacDonald är en sjö i Australien. Den ligger på gränsen mellan territoriet Northern Territory och delstaten Western Australia, omkring 1 200 kilometer söder om Darwin. Lake MacDonald ligger 411 meter över havet. Arean är 188 kvadratkilometer. Den sträcker sig 21,9 kilometer i nord-sydlig riktning, och 19,1 kilometer i öst-västlig riktning.
Omgivningarna runt Lake MacDonald är i huvudsak ett öppet busklandskap. Trakten runt Lake MacDonald är nära nog obefolkad, med mindre än två invånare per kvadratkilometer. Genomsnittlig årsnederbörd är 413 millimeter. Den regnigaste månaden är februari, med i genomsnitt 106 mm nederbörd, och den torraste är augusti, med 1 mm nederbörd.